# Yasuki Kimoto
Yasuki Kimoto (木本 恭生, Kimoto Yasuki), né le 6 août 1993, est un footballeur japonais.

## Biographie
Kimoto commence sa carrière professionnelle en 2016 avec le club du Cerezo Osaka, club de J2 League. Il est 4e de J2 League en 2016 avec cette équipe, obtenant par la même occasion la montée en J1 League. Avec ce club, il remporte la Coupe de la Ligue japonaise 2017 et Coupe du Japon 2017. En 2021, il est transféré au Nagoya Grampus.